# Traité de Versailles de 1787
Ne doit pas être confondu avec Traité de Versailles.
Le traité de Versailles de 1787 (Petit traité de Versailles) est un traité d'alliance, signé entre Louis XVI représentant le royaume de France et le seigneur vietnamien Nguyễn Ánh, futur empereur Gia Long, représentant Annam (partie du Viêt Nam actuel) ; il fait partie des traités inégaux imposés par les empires européens en Asie.
Nguyễn Ánh, dont la famille, des seigneurs Nguyễn, a été décimée par la rébellion des Tây Sơn lorsqu'il avait entre 16 et 17 ans, reçoit la protection et l'aide du prêtre catholique français Pigneau de Béhaine, évêque d'Adran.
Ce traité avait aussi des vues du royaume de France de reconstituer un ensemble colonial en Asie, aux suites de la perte de ses possessions en Inde au bénéfice des Anglais, en 1763, à la suite de la guerre de Sept Ans. La France se fera céder en 1787 le port de Tourane (au Tonkin), et l'archipel de Poulo Condor. 
Ce n'est qu'en 1858, sous Napoléon III, que le projet indochinois sera lancé, avec la prise de Saïgon, en 1858-1859. Il sera finalisé en 1888, soit 100 ans après la signature du traité de Versailles de 1787, avec la constitution de l'Indochine Française par l'union de l'Annam, du Tonkin, de la Cochinchine, et du Cambodge. En 1893, le Laos les joindra à son tour, et complétera l'Indochine Française.